# Imola
De stad Imola is gelegen in de Noord-Italiaanse regio Emilia-Romagna, in de metropolitane stad Bologna.

## Geografie
Imola ligt op de grens tussen de streken Emilia en Romagna, zelf hoort ze bij de laatste. De stad ligt op de linkeroever van de river de Santerno en langs de historische Via Emilia.

## Geschiedenis
De stad is geboren als Romeinse kolonie in de tweede eeuw voor Christus. Daarna werd het een municipium met de naam Forum Cornelii. Nadat de Longobarden de stad verwoestten valt de stad uiteen. Een van de stukken die blijft bestaan is Castrum Imolae waaraan de stad zijn huidige naam ontleent. In de Middeleeuwen heersen onder andere de Visconti en Sforza over Imola, vanaf 1502 behoort de stad toe aan de Kerkelijke Staat.
Hoewel de stad gedurende de Tweede Wereldoorlog zware bombardementen te verduren kreeg heeft het nog een behoorlijk bezienswaardig centrum. De belangrijkste monumenten van het hedendaagse Imola zijn: het kasteel Rocca Sforzesca (13de eeuw) waarin de stadsmusea gevestigd zijn en de 12de-eeuwse kathedraal met zijn 18de-eeuwse façade.

## Sport
Imola is het bekendst van de Grand Prix die er tot 2006 verreden werd in de Formule 1. Officieel heette de wedstrijd Grand Prix van San Marino. Het circuit heet Autodromo Internazionale Enzo e Dino Ferrari. Tijdens het beruchte Grand Prix-weekend in 1994 kwamen Roland Ratzenberger en Ayrton Senna om het leven. Vanaf 2020 keerde de Formule 1 terug naar Imola voor de Grand Prix van Emilia-Romagna. Nadat door de coronapandemie niet meer naar Azië kon worden gereisd werd Imola als alternatief circuit aangewezen. In 2022 was de Grand Prix van Emilia-Romagna deel van 1 van de 3 circuits waar het sprintrace concept werd verreden, hierbij rijden ze 1⁄3 van een normale Grand Prix-afstand die normaal gesproken 300km is. Deze sprintrace werd gewonnen door de Nederlander Max Verstappen die een late inhaalactie maakte op de Monegask Charles Leclerc in de Ferrari. 
In 1968 en 2020 zijn de wereldkampioenschappen wielrennen in Imola georganiseerd. Imola verving in 2020 het Zwitserse Martigny waar het WK dat jaar oorspronkelijk zou worden verreden vanwege de coronapandemie die dat jaar uitbrak. Bij de heren beroepsrenners werden respectievelijk de Italiaan Vittorio Adorni en de Fransman Julian Alaphilippe wereldkampioen. Bij de dames beroepsrenners werden respectievelijk Keetie van Oosten-Hage en Anna van der Breggen wereldkampioen. Anna van der Breggen won bovendien enkele dagen eerder ook nog de tijdrit. Daarnaast was Imola meermaals etappeplaats in de Ronde van Italië.

## Geboren in Imola
- Antonio Abbondanti (circa 1580/'90 - 1653), dichter en Luiks kanunnik
- Cosimo Morelli (1732-1812), neoclassicistisch architect
- Claudio Costa (1941), arts
- Fausto Gresini (1961-2021), motorcoureur
- Roberto Pelliconi (1962), wielrenner
- Andrea Bartolini (1968), motorcrosser
- Roberto Mirri (1978), voetballer